# NGC 4073
NGC 4073 ist eine elliptische Galaxie vom Hubble-Typ E im Sternbild Jungfrau. Sie ist schätzungsweise 258 Millionen Lichtjahre von der Milchstraße entfernt.
Das Objekt wurde am 20. Dezember 1784 von Wilhelm Herschel entdeckt.